# Audenhove-Sainte-Marie
Pour les articles homonymes, voir Audenhove et Sainte-Marie.

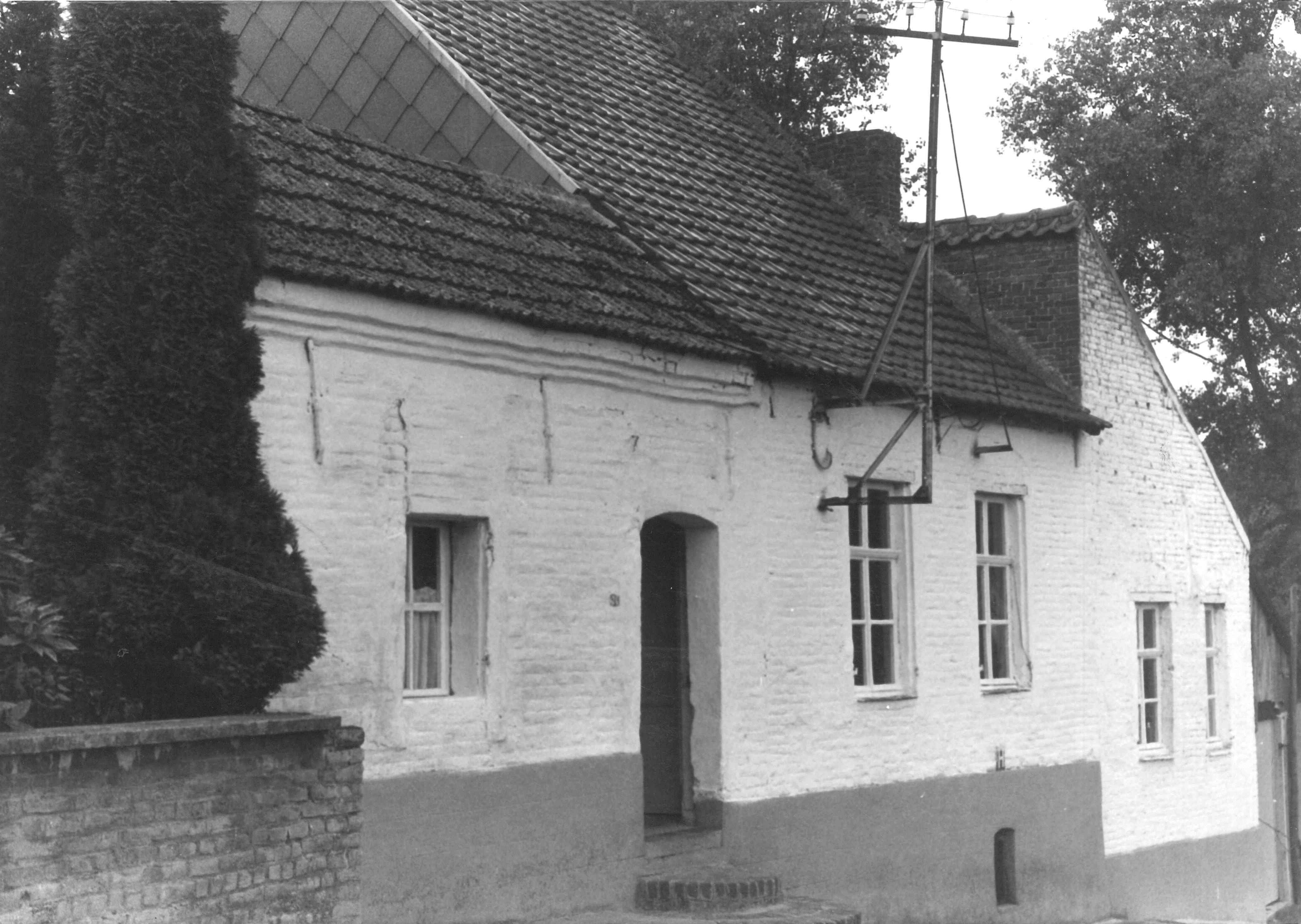
Ceci est une photo du Monument historique flamand numéro

Audenhove-Sainte-Marie (Sint-Maria-Oudenhove en néerlandais) est une section de la ville belge de Zottegem, dans le Denderstreek située en Région flamande dans la province de Flandre-Orientale. C'était une commune à part entière avant la fusion des communes de 1977. Lors de la fusion de 1977 une partie du village a été fusionnée avec la commune de Brakel.

## Démographie

### Évolution démographique
- Sources : INS, Rem. : 1831 jusqu'en 1970 = recensements, 1976 = nombre d'habitants au 31 décembre[2].

## Curiosités
- Église Notre-Dame (XVe siècle) de style gothique en général avec des parties romanes.
- La vallée du Zwalin.
- Le bois du cloître (Kloosterbos).
- Château de Lilare (XVIIIe siècle) possédant deux tours.